# Veríssimo de Lencastre
Veríssimo de Lencastre (ur. 15 listopada 1615 w Lizbonie, zm. 12 grudnia 1692 tamże) – portugalski kardynał.

## Życiorys
Urodził się 15 listopada 1615 roku w Lizbonie, jako syn Francisca Luísa de Lencastre i Filipy Vilheny. Studiował na Uniwersytecie w Coimbrze, gdzie uzyskał doktorat utroque iure, a następnie został członkiem inkwizycji. 22 grudnia 1670 roku został wybrany arcybiskupem Bragi, a w 1671 roku przyjął sakrę. W 1677 roku zrezygnował z zarządzania diecezją, a dwa lata później został złożony z funkcji inkwizytora generalnego, jednak decyzja ta została cofnięta w 1681 roku. 2 września 1686 roku został kreowany kardynałem prezbiterem, choć nigdy nie odebrał kościoła tytularnego. Zmarł 12 grudnia 1692 roku w Lizbonie.